# Luz oxídrica

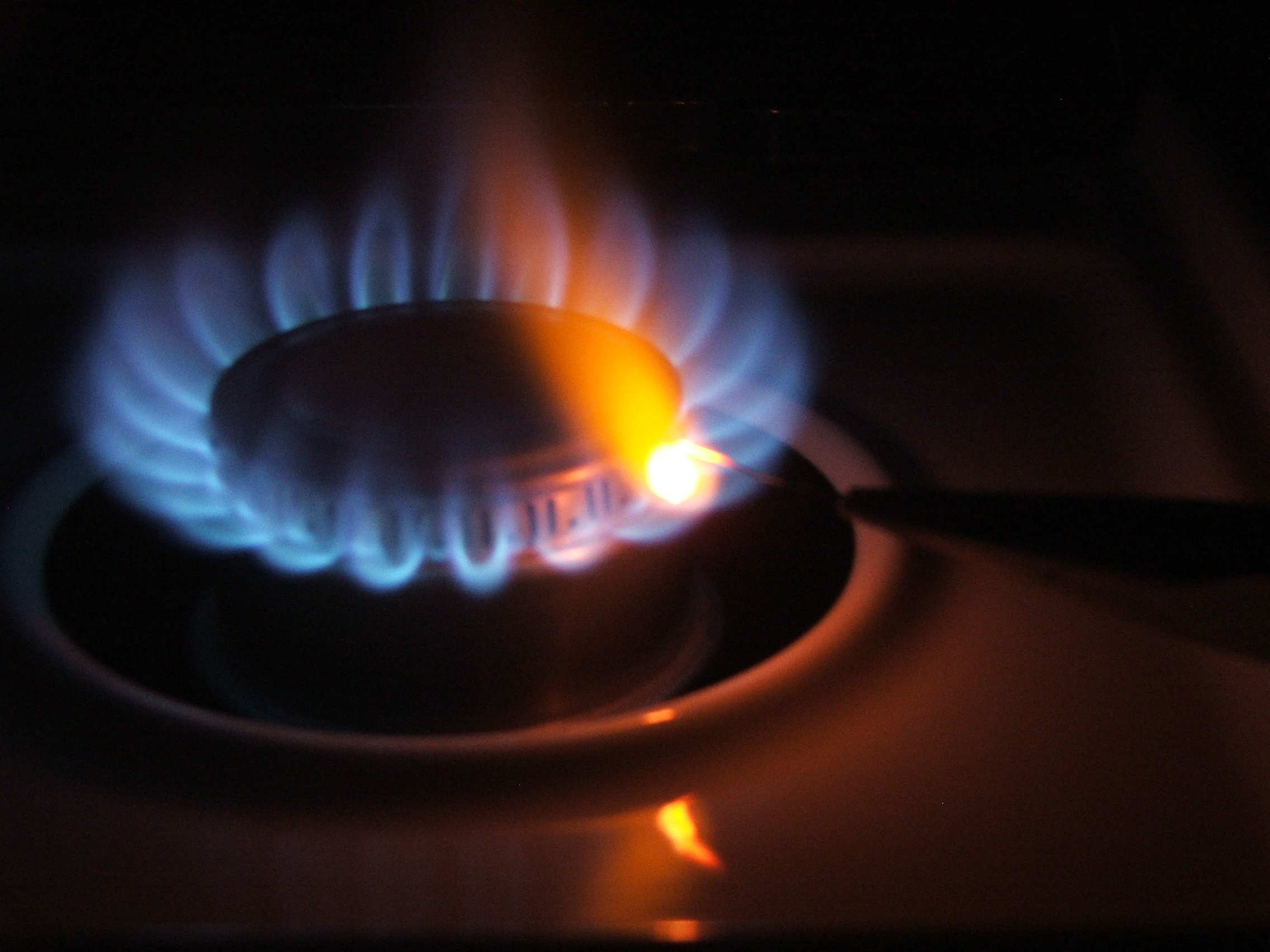
Pode produzir-se luz oxídrica caseira com hidróxido de cálcio aquecido no queimador do fogão. Não é tão brilhante quanto uma luz de ribalta verdadeira.

Luz oxídrica  (também conhecida como luz de Drummond)  é um tipo de iluminação de palco usada antigamente nos teatros e salas de música.  Produz-se uma iluminação intensa quando uma chama de oxi-hidrogénio é dirigida contra um cilindro de cal viva (óxido de cálcio), , que pode ser aquecido a 2572 °C antes de se fundir.  A luz produz-se pela combinação de incandescência e candoluminescência.

## História
Este efeito foi descoberto na década de 1820 por Goldsworthy Gurney,   a partir do seu trabalho com o "maçarico de oxi-hidrogénio", embora o crédito Seja normalmente atribuído a Robert Hare.  Em 1825, um engenheiro escocês, Thomas Drummond (1797-1840), assistiu a uma demonstração do efeito por Michael Faraday [carece de fontes?] e percebeu que a luz seria útil para levantamentos topográficos.  Drummond construiu uma versão funcional em 1826, e o dispositivo ficou conhecido por Luz Drummond .
A luz oxídrica foi usada pela primeira vez em público no Teatro de Covent Garden em Londres, em 1837 e teve uso generalizado nos teatros de todo o mundo na década de 1860 e 1870. 
Estas luzes eram utilizadas para realçar os solistas da mesma maneira que os modernos projetores e ficaram conhecidas em Inglaterra por "Limelight" (luzes da ribalta). 
A luz oxídrica foi substituída pela iluminação de arco elétrico no final do século XIX.